# 五福花科
五福花科（学名：Adoxaceae）是川续断目中的一个小科，只包括三个属，大约150-200种植物，叶为对生，有缘齿，花为5基数，鲜有4基数的，聚伞花序，核果，和山茱萸科植物非常相似。
以前的分类法常将这个科分入忍冬科，克朗奎斯特分类法将其单独分为一科，但只包括一属，APG 分类法经过基因检测，将接骨木属和荚蒾属划入五福花科，但单独列到II类真菊分支，没有划入任何一目；2003年经过修订的APG II 分类法仍然将其列入川续断目。
五福花属是多年生草本植物，叶为复叶，早春开花，夏季果实成熟后植株的地上部会立即凋萎。
接骨木属叶为复叶，基本是灌木，但有两种是大型草本植物。

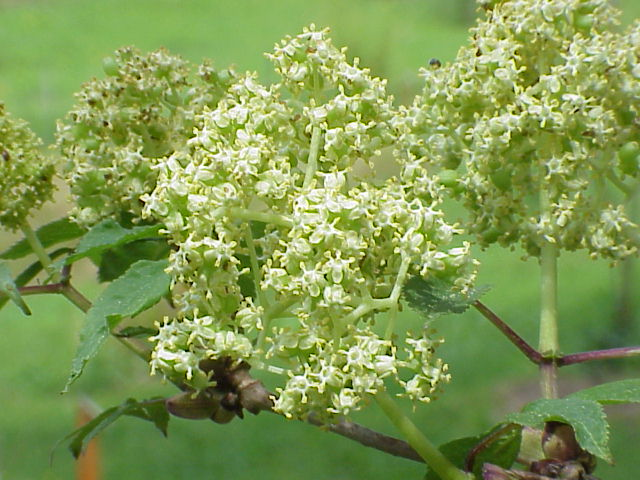
金叶接骨木（Sambucus racemosa）的花

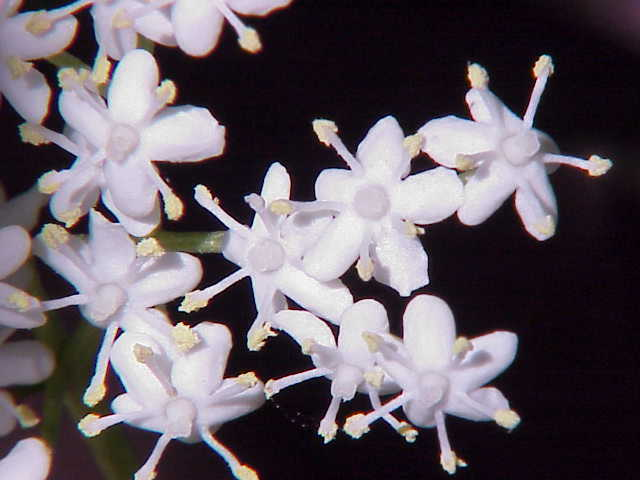
西洋接骨木（Sambucus nigra）的花

荚蒾属都是灌木，叶为单叶。

## 属
- 五福花属 Adoxa
- 接骨木属 Sambucus
- 华福花属 Sinadoxa
- 四福花属 Tetradoxa
- 荚蒾属 Viburnum